# Salinas, Kalifornien
Salinas är en stad i Monterey County i delstaten Kalifornien, USA. Salinas är administrativ huvudort (county seat) i Monterey County. John Steinbeck och Vanessa Hudgens är födda i denna stad. Staden är ett känt semestermål för hollywoodbor.